# Szívó-árok
A Szívó-árok Magyarbólytól nyugatra ered, Baranya vármegyében. A patak forrásától kezdve délkeleti, majd keleti irányban halad, a horvátországi Baranyabánig, ahol beletorkollik a Karasica-patakba.
A Szívó-árok vízgazdálkodási szempontból az Alsó-Duna jobb part Vízgyűjtő-tervezési alegység működési területéhez tartozik.

## Part menti települések
Magyarországon:
- Villány
- Magyarbóly
- Lapáncsa
- Illocska

Horvátországban:
- Lőcs
- Braidaföld
- Benge
- Cukorgyár
- Pélmonostor
- Baranyavár
- Baranyabán